# 1939 (film)
 1939  is een Zweedse speelfilm uit 1989 geregisseerd door Göran Carmback. Het verhaal speelt zich af in Zweden tijdens de Tweede Wereldoorlog.

## Verhaal
Annika groeide op in Värmland, aan de grens met Noorwegen. Haar jeugdvriend Harald handelt in de aanloop naar de Tweede Wereldoorlog op de zwarte markt; als de autoriteiten hem op het spoor komen, vlucht hij naar Noorwegen. Annika zelf vertrekt in 1941 naar Stockholm, waar zij uiteindelijk werk vindt als serveerster. Ze raakt bevriend met haar collega Berit. Tijdens een dansgala maakt zij kennis met Bengt. Hun relatie ontwikkelt zich gedurende de oorlog met horten en stoten.

## Toelichting
Hoewel deze dramafilm op het eerste gezicht een romkom lijkt, bevat hij in toenemende mate een beklemmende lading en schetst zowel een beeld van Stockholm en Zweden tijdens de Tweede Wereldoorlog, als een breder tijdsbeeld. Seksisme en huiselijk geweld vormen hierin thema’s. Het leeftijdsadvies voor bioscoopbezoekers werd in 1989 in Zweden gesteld op minimaal 15 jaar.
De film is in 2019 digitaal gerestaureerd en is te zien via Netflix en op dvd.

## Achtergrond
In de zomer van 1986 schreef Svensk Filmindustri een prijsvraag uit, waarmee gezocht werd naar verhalen over de oorlogsjaren in Zweden. Uit duizenden inzendingen selecteerde de jury 5 prijswinnaars die elk 10 000 Zweedse kronen ontvingen. Deze bijdragen dienden als inspiratiebron voor scenarioschrijver Brasse Brännström bij het schrijven van een manuscript. Uiteindelijk is een van de winnaars, Helmy Helin, geïnterviewd over haar komst naar Stockholm in 1938; zij stond daarmee deels model voor het hoofdpersonage Annika.
1939 was met een budget van 30 miljoen kronen de grootste investering die Svensk Filmindustri tot 1989 had gedaan. De film beleefde zijn exclusieve pre-première op 18 december 1989 in de Globen in Stockholm voor een publiek van 2 600 personen.

## Muziek
De songs voor deze film zijn ten dele covers van oude Schlagers en verder nieuw materiaal in de stijl van de jaren dertig en veertig. De titelsong werd gezongen door Louise Hoffsten.

## Rolverdeling
| Acteur             | Personage                      |
| ------------------ | ------------------------------ |
| Helene Egelund     | Annika                         |
| Helena Bergström   | Berit                          |
| Per Morberg        | Bengt                          |
| Ingvar Hirdwall    | Olof, Annika’s vader           |
| Anita Ekström      | Ella, Annika’s moeder          |
| Per Oscarsson      | Isak, Annika’s grootvader      |
| Anita Wall         | Cecilia Hall                   |
| Keve Hjelm         | Alfred Hall                    |
| Johan Ulveson      | Harald Persson                 |
| Per Grytt          | Annika’s broer                 |
| Stefan Larsson     | Hans Zetterberg, Annika’s neef |
| Tomas von Brömssen | Eriksson, commissaris          |
| Heinz Hopf         | Duits officier                 |
| Willie Andréason   | Gustaf Persson                 |
| Mats Bergman       | Rhöse, handelaar               |
| Krister Henriksson | Rickard Zetterberg             |
| Gunilla Larsson    | Elin Zetterberg                |
| Wallis Grahn       | (alcohol)serveerster           |
| Michael Mansson    | hofmeester                     |
| Anders Lönnbro     | chef-kok                       |
| Claes Månsson      | Chef Axelsson                  |
| Gino Samir         | Länsman                        |
| Runo Sundberg      | Eklund                         |
| Jonas Falk         | Presentator                    |
| Peter Haber        | Wirén, politieassisent         |
| Zara Zetterqvist   | Annika’s zuster                |

## Trivia
Omgevingsbeelden van Stockholm uit deze film zijn later gebruikt in de Noorse actiefilm Max Manus.